# Графский Берег
Гра́фский Бе́рег (якут. Граф Биэрэгэ) — село в Намском улусе Якутии России. Административный центр и единственный населённый пункт муниципального образования «Село Графский Берег».

## Этимология
В 1886 году у берегов Лены проездом остановился граф Алексей Павлович Игнатьев — генерал-губернатор Восточной Сибири. В его честь со временем было названо село.

## География
Село расположено в пределах Центрально-Якутской равнины, в долине Энсиэли, на левом побережье реки Лена.
Географическое положение
Расстояние до улусного центра, села Намцы — 8 км.
Климат
Средняя температура января −42 °C, июля +17…+18 °С. Осадков выпадает около 200—250 мм в год.

## История
Согласно Закону Республики Саха (Якутия) от 30 ноября 2004 года N 173-З N 353-III село вошло в состав муниципального образования Хатын-Арынский наслег.

## Население
| 2002 | 2010 | 2021 |
| ---- | ---- | ---- |
| 855  | ↗904 | ↘770 |

Национальный состав
Согласно результатам переписи 2002 года, в национальной структуре населения якуты составляли 70 % от общей численности населения в 855 чел.

## Улицы
| - ул. Апросимова, - ул. Г. Охлопкова, - ул. Гагарина, - ул. Графа Игнатьева, - ул. Заложная, | - ул. Кутаннахская, - ул. Новая, - ул. Новая-1, - ул. Ойунского, - ул. Песчаная, | - ул. Пионерская, - ул. Светлая, - ул. Советская, - ул. Хуторская, - ул. Центральная. |

## Экономика
В селе развито рыболовство.

## Инфраструктура
Дом культуры, неполная средняя общеобразовательная школа, учреждения здравоохранения и торговли.

## Транспорт
Стоит на автодороге 98К-005 Нам Якутск — Намцы — Булус.